# René Küss
René Küss (Parigi, 3 maggio 1913 – Parigi, 20 giugno 2006) è stato un medico francese, uno dei pionieri del trapianto renale.

## Biografia
La famiglia di René Küss era di origine alsaziana. Il padre era primario della divisione di chirurgia generale dell'ospedale La Charité di Parigi. Si laureò in medicina all'Università di Parigi e prestò servizio all'Ospedale Broca di Parigi sotto la direzione del Professor Robert Proust, fratello dello scrittore Marcel Proust. Divenne internista nel 1939 quando la chirurgia, l'anestesiologia, la radiologia e altre discipline stavano progredendo esponenzialmente.
Dopo lo scoppio della seconda guerra mondiale Küss prestò servizio come chirurgo nell'esercito francese. Successivamente fu a capo del team chirurgico della Third United States Army capeggiata dal Generale Patton. Inoltre partecipò attivamente alla Resistenza francese.
Dopo la guerra Küss divenne assistente del Professor Fey nel reparto di urologia dell'Ospedale Cochin di Parigi. Da allora la sua carriera venne dedicata all'urologia.
Alcuni anni dopo Küss divenne professore di Patologia chirurgica e quando il primariato di Urologia in due ospedali parigini, il Foch e il Saint Louis, creò un dipartimento unitario. Impressionato dalla morte di molti pazienti per insufficienza renale cronica, nel gennaio 1951 Küss, in collaborazione con Charles Dubost e Marceau Servelle, eseguì il primo trapianto renale con procedura di innesto nella cavità iliaca.
Nel dipartimento diretto da Küss furono eseguiti nove trapianti renali nel 1951, tuttavia vennero rigettati dal ricevente perché all'epoca non c'erano i farmaci immunosoppressori. Nel 1960, usando il protocollo di Thomas Starzl e Roy Calne, cioè la somministrazione di prednisone e di mercaptopurina,  Küss riuscì ad ottenere la sopravvivenza di tre organi trapiantati a circa diciotto mesi.
Nel 1966 eseguì uno xenotrapianto su un uomo con un rene di un suino. Il risultato fu fallimentare a causa di un rigetto iperacuto.
Negli anni successivi Küss accumulò nuove esperienze. Nel 1971 creò la società francese di trapianti. Descrisse i segni del rigetto nel rene e sviluppò la resezione del cancro renale. Nel 1988 divenne presidente dell'Accademia francese di Medicina. Fondò la scuola di urologia alla Pitié-Salpêtrière. Nel 2002 ricevette il Premio Medawar.